# Luj Burbonski, grof od Clermonta
Luj Burbonski (Louis de Bourbon; Versailles, 15. lipnja 1709. – Pariz, 16. lipnja 1771.) bio je pripadnik mlađe grane tada vladajuće francuske kraljevske dinastije Bourbon. Najpoznatiji je po svojoj ulozi zapovjednika francuskih snaga u Njemačkoj tijekom Sedmogodišnjeg rata, kada je 1758. godine preuzeo zapovjedništvo nakon neuspjele francuske invazije na Hannover. Međutim, nije uspio nadvladati anglo-njemačke snage pod vodstvom Ferdinanda od Brunswicka niti osvojiti Hannover. Od rođenja je nosio titulu grofa od Clermonta.

## Životopis
Luj Burbonski rođen je 15. lipnja 1709. godine u palači Versailles. Kao princ kraljevske krvi, bio je treći i najmlađi sin Louisa de Bourbona, vojvode od Bourbona, princa od Condéa (1668. – 1710.) i Luize Franciske Bourbonske, poznate kao Mademoiselle de Nantes (1673. – 1743.), legitimne kćeri francuskog kralja Luja XIV. i njegove kraljevske ljubavnice Madame de Montespan. Bio je praunuk slavnog zapovjednika Luja II. Burbonskog, princa od Condéa, koji je umro 1687. godine.
Njegova potencijalna nevjesta bila je njegova prva rođakinja, Mademoiselle du Maine, ali brak nikada nije sklopljen. Od 1730. godine bio je u ljubavnoj vezi s vojvotkinjom od Bouillona, suprugom Emmanuela Théodosea de La Tour d'Auvergnea i majkom buduće princeze od Beauvaua.
Njegov najstariji brat, Luj Henri, vojvoda od Bourbona, bio je glava obitelji Condé od 1710. do svoje smrti 1740. godine te je bio premijer kralja Luja XV. od 1723. do 1726. Nakon bratove smrti, Louis je odgojio svog nećaka Luja Jozefa, princa od Condéa, koji je 1741. godine ostao siroče.
Luj Burbonski umro je u Parizu 16. lipnja 1771. godine, u dobi od 62 godine.

### Slobodno zidarstvo
Grof od Clermonta poznat je u povijesti i kao peti veliki majstor Velike lože Francuske, vrhovne velike lože u Francuskoj, koja je djelovala od oko 1728./29. do približno 1773. godine. Prema nekim izvorima, izabran je i ustoličen za velikog majstora 1743. godine te je tu funkciju obnašao do svoje smrti, nakon čega ga je naslijedio njegov rođak Luj Filip Orléanski, poznat kao vojvoda od Chartresa, kasnije vojvoda od Orléansa. Međutim, drugi izvori tvrde kako je Louis proglašen velikim majstorom 1744., ali je ubrzo napustio organizaciju, prepustivši svoju dužnost Lacorneu, svom učitelju plesa.
Niti službena biografija koju je napisao Jules Cousin niti biografija Francuske akademije ne spominju njegovu povezanost sa slobodnim zidarstvom.